# Robert Heinrich Hiecke
Robert Heinrich Hiecke (* 16. Februar 1805 in Penig; †  5. Dezember 1861 in Greifswald) war ein deutscher Gymnasiallehrer.

## Leben
Peter Heinrich Hieckes Vater, ein praktizierender Arzt, verlor im siebten Lebensjahr des Sohnes sein Leben. Nach der Heirat der Mutter mit Herzog zog die Familie 1814 nach Merseburg, wo Hiecke ein Jahr später auf das Gymnasium kam. 1824 ging er zum Studium an die Universität Halle und von dort bis 1829 nach Berlin. Er arbeitete als Lehrer am Merseburger Gymnasium und danach in Zeitz, wo er 1835 Luise Kießling († 1855), die Tochter des dortigen Direktors, heiratete. Wieder zurückgekehrt nach Merseburg wurde Hiecke 1839 zum Professor ernannt.
Er war befreundet mit Maximilian Duncker, Karl Schwarz und Ernst Theodor Echtermeyer in Halle. Echtermeyers 1836 in erster Auflage herausgegebene Mustersammlung deutscher Gedichte für gelehrte Schulen gab Hiecke von 1845 bis zu seinem Tode in 4. bis 11. Auflage heraus.
Ab 1850 war Hiecke Direktor des Städtischen Gymnasiums Greifswald. 1856 wurde er zum Ehrendoktor der Universität Greifswald ernannt. Ihm wurde der Rote Adlerorden 4. Klasse verliehen. Hiecke starb durch einen Hirnschlag.
Der spätere Denkmalpfleger Robert Hiecke war sein Enkel.

## Veröffentlichungen (Auswahl)
- Der deutsche Unterricht auf deutschen Gymnasien. Leipzig 1842 (Digitalisat).
- Reden und Aufsätze von Robert Heinrich Hiecke. Hrsg. v. Gustav Wendt, Hamm 1865 (Digitalisat).
- Göthe’s Größe in seinem bürgerlichen Epos Hermann und Dorothea. Julius Werner, Leipzig 1860 (Google Books; Neuausgabe Nabu Press, 2012, ISBN 978-1-279-32256-7).